# Кубок Шпенглера 2016
Кубок Шпенглера 2016 — 90-й традиционный турнир Кубок Шпенглера. Прошел с 26 по 31 декабря 2016 года в швейцарском Давосе.

## Арена
Матчи проходили на «Вайллант Арена», построенной в 1979 году. Вместимость арены составляет 7080 человек.

## Участники турнира
В 2016 году Кубок Шпенглера стал юбилейным — турнир проводился в 90-й раз с 26 по 31 декабря. В нём приняли участие: хозяева турнира — швейцарский «Давос», традиционный участник турнира — сборная Канады, ещё один швейцарский клуб — «Лугано». В соревновании также приняли участие чешский «Маунтфилд» и две команды из КХЛ — это екатеринбургский «Автомобилист» и минское «Динамо».
- Динамо Минск
- Сборная Канады
- Автомобилист
- Маунтфилд
- Давос
- Лугано

## Регламент турнира
Команды делятся на группы Торриани и Каттини, в каждой группе команды играют в формате «каждый с каждым» по разу. Победители групп напрямую выходят в полуфинал, остальные клубы играют в четвертьфинале за право выйти в полуфинал. В четвертьфинале команда, занявшая второе место в группе Торриани, играет с командой, занявшей третье место в группе Каттини. В другом четвертьфинале команда, занявшая второе место в группе Каттини, играет с командой, занявшей третье место в группе Торриани.
За победу в основное время присуждается 3 очка, за победу в овертайме или серии буллитов дается 2 очка, за поражение в овертайме или серии буллитов — 1 очко, а за поражение в основное время команде ничего не дается.

## Групповой этап
|  | Команды, выходящие в полуфинал     |
|  | Команды, выходящие в четвертьфинал |

### Группа Торриани
| Команда      | И | В | ВО | ПО | П | ШЗ | ШП | %О  | О |
| ------------ | - | - | -- | -- | - | -- | -- | --- | - |
| Лугано       | 2 | 2 | 0  | 0  | 0 | 8  | 5  | 100 | 6 |
| Маунтфилд    | 2 | 1 | 0  | 0  | 1 | 7  | 7  | 50  | 3 |
| Автомобилист | 2 | 0 | 0  | 0  | 2 | 5  | 8  | 0   | 0 |

Примечание.
И — сыгранные матчи, В — выигрыши в основное время, ВО — выигрыши в овертайме, ВБ — выигрыши в серии буллитов, ПБ — поражение в серии буллитов, ПО — поражение в овертайме, П — поражение в основное время, ШЗ — забитые шайбы, ШП — пропущенные шайбы, % очков — Процент набранных очков от всех возможных, О — набранные очки.
| 26 декабря 2016 15:00 | Лугано | 4:2 (1:1, 2:0, 1:1) | Автомобилист | «Вайллант Арена», Давос Зрителей: 6300 |

| (недоступная ссылка) Отчёт | (недоступная ссылка) Отчёт    | (недоступная ссылка) Отчёт                                   | (недоступная ссылка) Отчёт                                  | (недоступная ссылка) Отчёт                                                       |
| --- | ----------------------------- | ------------------------------------------------------------ | ----------------------------------------------------------- | -------------------------------------------------------------------------------- |
| |                               |                                                              |                                                             |                                                                                  |
| | Элвис Мерзликин (00:00-60:00) | Вратари                                                      | Иван Лисутин (00:00-59:40) Владимир Сохатский (59:40-60:00) | Судьи: Стефан Фонселиус Тобиас Верли Линейные судьи: Балаж Ковач Давид Обвегесер |
| | Голы:                         |                                                              |                                                             | Судьи: Стефан Фонселиус Тобиас Верли Линейные судьи: Балаж Ковач Давид Обвегесер |
| Висньески (Класен) (бол.) — 09:39 Санниц (Уилсон, Висньвски) — 31:24 Гарднер (Фаццини) — 32:35 Класен (Лапьер) (п.в.) — 59:40 | 1:0 1:1 2:1 3:1 3:2 4:2       | 17:16 — Дмитрий Моня (Чесалин) 48:21 — Гареев (Щитов) (бол.) |                                                             | Судьи: Стефан Фонселиус Тобиас Верли Линейные судьи: Балаж Ковач Давид Обвегесер |
| |                               |                                                              |                                                             | Судьи: Стефан Фонселиус Тобиас Верли Линейные судьи: Балаж Ковач Давид Обвегесер |
| |                               |                                                              |                                                             | Судьи: Стефан Фонселиус Тобиас Верли Линейные судьи: Балаж Ковач Давид Обвегесер |
| |                               |                                                              |                                                             | Судьи: Стефан Фонселиус Тобиас Верли Линейные судьи: Балаж Ковач Давид Обвегесер |
| 12 мин | Штраф                         | 10 мин                                                       |                                                             | Судьи: Стефан Фонселиус Тобиас Верли Линейные судьи: Балаж Ковач Давид Обвегесер |
| |                               |                                                              |                                                             |                                                                                  |
| | 30                            | Броски                                                       | 23                                                          |                                                                                  |

| 27 декабря 2016 15:00 | Маунтфилд | 4 : 3 (1:1, 1:2, 2:0) | Автомобилист | «Вайллант Арена», Давос Зрителей: 6155 |

| Отчёт | Отчёт                        | Отчёт                                                                                                 | Отчёт                              | Отчёт                                                               |
| --- | ---------------------------- | --- | ---------------------------------- | ------------------------------------------------------------------- |
| |                              | |                                    |                                                                     |
| | Патрик Рыбар (00:00 - 60:00) | Вратари                                                                                               | Владимир Сохатский (00:00 - 59:25) | Судьи: Стефан Фонселиус Маркус Виннерборг Давид Обсвегер Симов Вушт |
| | Голы:                        | |                                    | Судьи: Стефан Фонселиус Маркус Виннерборг Давид Обсвегер Симов Вушт |
| Ярупшек (бол.) — 04:28 Кукумберг (Грегорц) — 24:51 Кукумберг (2) (Павлас) — 52:08 Ярушек (2) (Джериньш) (бол.) — 55:56 | 0:1 :1 2:1 2:2 2:3 :3 4:3    | 00:31 — Моня (2) (Тимашев, Торченьюк) 37:20 — Голышев (Торченьюк) 39:43 — Чистов (Василевский) (бол.) |                                    | Судьи: Стефан Фонселиус Маркус Виннерборг Давид Обсвегер Симов Вушт |
| |                              | |                                    | Судьи: Стефан Фонселиус Маркус Виннерборг Давид Обсвегер Симов Вушт |
| |                              | |                                    | Судьи: Стефан Фонселиус Маркус Виннерборг Давид Обсвегер Симов Вушт |
| |                              | |                                    | Судьи: Стефан Фонселиус Маркус Виннерборг Давид Обсвегер Симов Вушт |
| 12 мин | Штраф                        | 14 мин                                                                                                |                                    | Судьи: Стефан Фонселиус Маркус Виннерборг Давид Обсвегер Симов Вушт |
| |                              | |                                    |                                                                     |
| | 31                           | Броски                                                                                                | 34                                 |                                                                     |

| 28 декабря 2016 15:00 | Лугано | 4 : 3 (2:1, 2:0, 0:2) | Маунтфилд | «Вайллант Арена», Давос Зрителей: 6300 |

| (недоступная ссылка) Отчёт                                                                             | (недоступная ссылка) Отчёт                                      | (недоступная ссылка) Отчёт                                                  | (недоступная ссылка) Отчёт                                  | (недоступная ссылка) Отчёт                                                   |
| --- | --------------------------------------------------------------- | --------------------------------------------------------------------------- | ----------------------------------------------------------- | ---------------------------------------------------------------------------- |
| |                                                                 |                                                                             |                                                             |                                                                              |
| | Даньел Манзато (00:00 — 51:42) Эльвис Мерзиклин (51:42 — 60:00) | Вратари                                                                     | Патрик Рыбар (00:00 — 30:51) Андржей Кацетл (30:51 — 59:03) | Судьи: Тобиас Верли Марк Виганд Линейные судьи: Седрик Борга Давид Обвегесер |
| | Голы:                                                           |                                                                             |                                                             | Судьи: Тобиас Верли Марк Виганд Линейные судьи: Седрик Борга Давид Обвегесер |
| Гофманн (Уилсон) (бол.) — 11:09 Гофманн (2) — 18:35 Фаццини (Лапиьерре) — 29:23 Веске (Класен) — 30:51 | 1:0 1:1 2:1 3:1 4:1 4:2 4:3                                     | 11:53 — Шиманек (Червени, Джериньш) 43:06 — Джериньш (мен.) 51:42 — Червени |                                                             | Судьи: Тобиас Верли Марк Виганд Линейные судьи: Седрик Борга Давид Обвегесер |
| |                                                                 |                                                                             |                                                             | Судьи: Тобиас Верли Марк Виганд Линейные судьи: Седрик Борга Давид Обвегесер |
| |                                                                 |                                                                             |                                                             | Судьи: Тобиас Верли Марк Виганд Линейные судьи: Седрик Борга Давид Обвегесер |
| |                                                                 |                                                                             |                                                             | Судьи: Тобиас Верли Марк Виганд Линейные судьи: Седрик Борга Давид Обвегесер |
| 14 мин                                                                                                 | Штраф                                                           | 12 мин                                                                      |                                                             | Судьи: Тобиас Верли Марк Виганд Линейные судьи: Седрик Борга Давид Обвегесер |
| |                                                                 |                                                                             |                                                             |                                                                              |
| | 23                                                              | Броски                                                                      | 38                                                          |                                                                              |

### Группа Каттини
| Команда        | И | В | ВО | ПО | П | ШЗ | ШП | %О | О |
| -------------- | - | - | -- | -- | - | -- | -- | -- | - |
| Динамо Минск   | 2 | 1 | 0  | 0  | 1 | 11 | 9  | 50 | 3 |
| Давос          | 2 | 1 | 0  | 0  | 1 | 8  | 8  | 50 | 3 |
| Сборная Канады | 2 | 1 | 0  | 0  | 1 | 8  | 10 | 50 | 3 |

Примечание.
И — сыгранные матчи, В — выигрыши в основное время, ВО — выигрыши в овертайме, ВБ — выигрыши в серии буллитов, ПБ — поражение в серии буллитов, ПО — поражение в овертайме, П — поражение в основное время, ШЗ — забитые шайбы, ШП — пропущенные шайбы, % очков — Процент набранных очков от всех возможных, О — набранные очки.
| 26 декабря 2016 20:15 | Сборная Канады | 4 : 7 (3:2, 0:1, 1:4) | Динамо Минск | Вайллант Арена, Швейцария Зрителей: 6119 |

| Отчёт | Отчёт                                      | Отчёт | Отчёт                         | Отчёт                                                                           |
| --- | ------------------------------------------ | --- | ----------------------------- | ------------------------------------------------------------------------------- |
| |                                            | |                               |                                                                                 |
| | Бен Сривенс (00:00 — 60:00)                | Вратари | Дрю Макинтайр (00:00 — 58:50) | Судьи: Маркус Виннерборг Марк Виганд Линейные судьи: Седрик Борга Роман Кадерли |
| | Голы:                                      | |                               | Судьи: Маркус Виннерборг Марк Виганд Линейные судьи: Седрик Борга Роман Кадерли |
| Эббетт (Джеффри, Рэймонд) — 05:11 Норо (Эббетт, Пульо) (бол.) — 12:57 Рэймонд (Флад, Пулиьо) (бол.) — 13:58 Норо (2) (Микфликер) (бол.) — 40:33 | 0:1 :1 2:1 3:1 3:2 3:3 4:3 4:4 4:5 4:6 4:7 | 02:02 — Матерухин (Готовец) 16:50 — Ковыршин (Комаров, Матерухин) 30:44 — Лисовец (Эллисон, Матерухин) (бол.) 46:30 — Коробов (Комаров) 50:25 — Ковыршин (2) (Клинкхаммер) (бол.) 54:20 — Дрозд (Китаров, Граборенко) 58:25 — Комаров (Хенкель, Шинкевич) (п.в.) |                               | Судьи: Маркус Виннерборг Марк Виганд Линейные судьи: Седрик Борга Роман Кадерли |
| |                                            | |                               | Судьи: Маркус Виннерборг Марк Виганд Линейные судьи: Седрик Борга Роман Кадерли |
| |                                            | |                               | Судьи: Маркус Виннерборг Марк Виганд Линейные судьи: Седрик Борга Роман Кадерли |
| |                                            | |                               | Судьи: Маркус Виннерборг Марк Виганд Линейные судьи: Седрик Борга Роман Кадерли |
| 12 мин | Штраф                                      | 12 мин |                               | Судьи: Маркус Виннерборг Марк Виганд Линейные судьи: Седрик Борга Роман Кадерли |
| |                                            | |                               |                                                                                 |
| | 39                                         | Броски | 15                            |                                                                                 |

| 27 декабря 2016 20:15 | Сборная Канады | 4-3 (1-1, 1-0, 2-2) | Давос | Вайллант Арена, Швейцария Зрителей: 6300 |

| Отчёт | Отчёт                      | Отчёт | Отчёт                    | Отчёт                                                                    |
| --- | -------------------------- | --- | ------------------------ | ------------------------------------------------------------------------ |
| |                            | |                          |                                                                          |
| | Зак Фукал (00:00-60:00)    | Вратари                                                                                                  | Жилль Сенн (00:00-59:13) | Судьи: Майкл Легго Тобиас Верли Линейные судьи: Седрик Борга Балаж Ковач |
| | Голы:                      | |                          | Судьи: Майкл Легго Тобиас Верли Линейные судьи: Седрик Борга Балаж Ковач |
| Рэймонд (2) (Ч. Геноуэй, Джеффри) — 16:27 Эммертон (Шеппард) (мен.) — 27:57 Микфликер (Гормли) (бол.) — 46:37 Эббетт (2) (Ч. Геноуэй, Рэймонд) (бол.) — 52:40 | 0:1 :1 2:1 2:2 3:2 4:2 4:3 | 11:09 — Ледин (Рууту, Форстер) (бол.) 45:02 — Рахими (Рууту, Эгли) 55:18 — Ледин (2) (Визер, Шнеебергер) |                          | Судьи: Майкл Легго Тобиас Верли Линейные судьи: Седрик Борга Балаж Ковач |
| |                            | |                          | Судьи: Майкл Легго Тобиас Верли Линейные судьи: Седрик Борга Балаж Ковач |
| |                            | |                          | Судьи: Майкл Легго Тобиас Верли Линейные судьи: Седрик Борга Балаж Ковач |
| |                            | |                          | Судьи: Майкл Легго Тобиас Верли Линейные судьи: Седрик Борга Балаж Ковач |
| 12 мин | Штраф                      | 20 мин                                                                                                   |                          | Судьи: Майкл Легго Тобиас Верли Линейные судьи: Седрик Борга Балаж Ковач |
| |                            | |                          |                                                                          |
| | 34                         | Броски                                                                                                   | 36                       |                                                                          |

| 28 декабря 2016 20:15 | Давос | 5-4 (1-1, 3-2, 1-1) | Динамо Минск | Вайллант Арена, Швейцария Зрителей: 6300 |

| Отчёт | Отчёт                              | Отчёт                                                                                                | Отчёт            | Отчёт                                                                         |
| --- | ---------------------------------- | --- | ---------------- | ----------------------------------------------------------------------------- |
| |                                    | |                  |                                                                               |
| | Кевин Лаланд                       | Вратари                                                                                              | Мельвин Ниффелер | Судьи: Майкл Легго Маркус Виннерборг Линейные судьи: Роман Кадерли Симон Вуст |
| | Голы:                              | |                  | Судьи: Майкл Легго Маркус Виннерборг Линейные судьи: Роман Кадерли Симон Вуст |
| Холл (Шор, Рууту) (бол.) — 16:03 Шнеебергер (Корви) (бол.) — 21:28 Линдгрен (Рууту, М. Визер) — 22:17 Шор (Ледин, Шнеебергер) (бол.) — 29:31 Корви — 41:40 | 0:1 :1 2:1 3:1 4:1 4:2 4:3 5:3 5:4 | 04:54 — Клинкхаммер (мен.) 29:46 — Карабань 30:38 — Павлович 47:35 — Павлович 2 (Клинкхаммер) (бол.) |                  | Судьи: Майкл Легго Маркус Виннерборг Линейные судьи: Роман Кадерли Симон Вуст |
| |                                    | |                  | Судьи: Майкл Легго Маркус Виннерборг Линейные судьи: Роман Кадерли Симон Вуст |
| |                                    | |                  | Судьи: Майкл Легго Маркус Виннерборг Линейные судьи: Роман Кадерли Симон Вуст |
| |                                    | |                  | Судьи: Майкл Легго Маркус Виннерборг Линейные судьи: Роман Кадерли Симон Вуст |
| 16 мин | Штраф                              | 18 мин                                                                                               |                  | Судьи: Майкл Легго Маркус Виннерборг Линейные судьи: Роман Кадерли Симон Вуст |
| |                                    | |                  |                                                                               |
| | 20                                 | Броски                                                                                               | 19               |                                                                               |

## Плей-офф

### Сетка плей-офф
|  | 1/4 финала | 1/4 финала     | 1/4 финала |  |  | 1/2 финала | 1/2 финала     | 1/2 финала |  |  | Финал | Финал          | Финал |
|  |            |                |            |  |  |            |                |            |  |  |       |                |       |
|  |            |                |            |  |  | A1         | Лугано         | 4          |  |  |       |                |       |
|  | B2         | Давос          | 3          |  |  | QF2        | Давос          | 0          |  |  |       |                |       |
|  | A3         | Автомобилист   | 1          |  |  |            |                |            |  |  | А1    | Лугано         | 2     |
|  |            |                |            |  |  |            |                |            |  |  | QF1   | Сборная Канады | 5     |
|  |            |                |            |  |  | B1         | Динамо Минск   | 2          |  |  |       |                |       |
|  | A2         | Маунтфилд      | 1          |  |  | QF1        | Сборная Канады | 3          |  |  |       |                |       |
|  | B3         | Сборная Канады | 5          |  |  |            |                |            |  |  |       |                |       |

### Четвертьфинал
| 29 декабря 2016 15:00 | Маунтфилд | 1-5 (0:2, 1:1, 0:2) | Сборная Канады | «Вайллант Арена», Давос Зрителей: 6012 |

| Отчёт                                 | Отчёт                   | Отчёт | Отчёт      | Отчёт                                                                         |
| ------------------------------------- | ----------------------- | --- | ---------- | ----------------------------------------------------------------------------- |
|                                       |                         | |            |                                                                               |
|                                       | Андржей Кацетл          | Вратари | Зак Фукале | Судьи: Тобиас Верли Марк Виганд Линейные судьи: Роман Кадерли Давид Обвегесер |
|                                       | Голы:                   | |            | Судьи: Тобиас Верли Марк Виганд Линейные судьи: Роман Кадерли Давид Обвегесер |
| Беднарж (Грегорц, Дей) (бол.) — 39:20 | 0:1 0:2 0:3 1:3 1:4 1:5 | 04:19 — Эббетт (3) (Катич, Рэймонд) 19:41 — Норо (3) (ДиДоменико, Гормли) 33:32 — Гормли (Рэймонд, Эббетт) 42:24 — Рэймонд (3) (Флад, Эббетт) (бол.) 43:01 — Паре (Гормли, Хешка) |            | Судьи: Тобиас Верли Марк Виганд Линейные судьи: Роман Кадерли Давид Обвегесер |
|                                       |                         | |            | Судьи: Тобиас Верли Марк Виганд Линейные судьи: Роман Кадерли Давид Обвегесер |
|                                       |                         | |            | Судьи: Тобиас Верли Марк Виганд Линейные судьи: Роман Кадерли Давид Обвегесер |
|                                       |                         | |            | Судьи: Тобиас Верли Марк Виганд Линейные судьи: Роман Кадерли Давид Обвегесер |
| 20 мин                                | Штраф                   | 12 мин |            | Судьи: Тобиас Верли Марк Виганд Линейные судьи: Роман Кадерли Давид Обвегесер |
|                                       |                         | |            |                                                                               |
|                                       | 20                      | Броски | 30         |                                                                               |

| 29 декабря 2016 20:15 | Давос | 3-1 (2:1, 0:0, 1:0) | Автомобилист | «Вайллант Арена», Давос Зрителей: 6300 |

| Отчёт                                                                                           | Отчёт           | Отчёт                    | Отчёт        | Отчёт                                                                      |
| ----------------------------------------------------------------------------------------------- | --------------- | ------------------------ | ------------ | -------------------------------------------------------------------------- |
|                                                                                                 |                 |                          |              |                                                                            |
|                                                                                                 | Жилль Сенн      | Вратари                  | Иван Лисутин | Судьи: Стефан Фонселиус Майкл Легго Линейные судьи: Балаж Кожач Симон Вуст |
|                                                                                                 | Голы:           |                          |              | Судьи: Стефан Фонселиус Майкл Легго Линейные судьи: Балаж Кожач Симон Вуст |
| Рууту (Шор, Пасшуд) (бол.) — 05:28 Шор (Д. Визер, Симион) — 08:35 М. Визер (Рууту, Юнг) — 43:39 | 1:0 2:0 2:1 3:1 | 17:58 — Голышев (Турбин) |              | Судьи: Стефан Фонселиус Майкл Легго Линейные судьи: Балаж Кожач Симон Вуст |
|                                                                                                 |                 |                          |              | Судьи: Стефан Фонселиус Майкл Легго Линейные судьи: Балаж Кожач Симон Вуст |
|                                                                                                 |                 |                          |              | Судьи: Стефан Фонселиус Майкл Легго Линейные судьи: Балаж Кожач Симон Вуст |
|                                                                                                 |                 |                          |              | Судьи: Стефан Фонселиус Майкл Легго Линейные судьи: Балаж Кожач Симон Вуст |
| 8 мин                                                                                           | Штраф           | 14 мин                   |              | Судьи: Стефан Фонселиус Майкл Легго Линейные судьи: Балаж Кожач Симон Вуст |
|                                                                                                 |                 |                          |              |                                                                            |
|                                                                                                 | 22              | Броски                   | 32           |                                                                            |

### Полуфинал
| 30 декабря 2016 15:00 | Динамо Минск | 2-3 (0:2, 1:0, 1:1) | Сборная Канады | «Вайллант Арена», Давос Зрителей: 6300 |

| Отчёт                                                                           | Отчёт                      | Отчёт                                                                                               | Отчёт      | Отчёт                                                                        |
| ------------------------------------------------------------------------------- | -------------------------- | --------------------------------------------------------------------------------------------------- | ---------- | ---------------------------------------------------------------------------- |
|                                                                                 |                            | |            |                                                                              |
|                                                                                 | Бен Скривенс (00:00-58:16) | Вратари                                                                                             | Зак Фукале | Судьи: Стефан Фонселиус Марк Виганд Линейные судьи: Седрик Борга Балаж Ковач |
|                                                                                 | Голы:                      | |            | Судьи: Стефан Фонселиус Марк Виганд Линейные судьи: Седрик Борга Балаж Ковач |
| Степанов (Петтерссон) (бол.) — 21:44 Эллисон (Коробов, Ковыршин) (бол.) — 55:16 | 0:1 0:2 1:2 1:3 2:3        | 07:07 — Пульо (Микфликер, Дидоменико) 14:03 Дидоменико (Норо, Пульо) (бол.) 52:29 — Геноуэй (Пульо) |            | Судьи: Стефан Фонселиус Марк Виганд Линейные судьи: Седрик Борга Балаж Ковач |
|                                                                                 |                            | |            | Судьи: Стефан Фонселиус Марк Виганд Линейные судьи: Седрик Борга Балаж Ковач |
|                                                                                 |                            | |            | Судьи: Стефан Фонселиус Марк Виганд Линейные судьи: Седрик Борга Балаж Ковач |
|                                                                                 |                            | |            | Судьи: Стефан Фонселиус Марк Виганд Линейные судьи: Седрик Борга Балаж Ковач |
| 26 мин                                                                          | Штраф                      | 22 мин                                                                                              |            | Судьи: Стефан Фонселиус Марк Виганд Линейные судьи: Седрик Борга Балаж Ковач |
|                                                                                 |                            | |            |                                                                              |
|                                                                                 | 23                         | Броски                                                                                              | 37         |                                                                              |

| 30 декабря 2016 20:15 | Лугано | 4:0 (1:0, 2:0, 1:0) | Давос | «Вайллант Арена», Давос Зрителей: 6300 |

| Отчёт | Отчёт            | Отчёт   | Отчёт            | Отчёт                                                                              |
| --- | ---------------- | ------- | ---------------- | ---------------------------------------------------------------------------------- |
| |                  |         |                  |                                                                                    |
| | Эльвис Мерзликин | Вратари | Мельвин Ниффелер | Судьи: Стефан Фонселиус Маркус Виннерборг Линейные судьи: Роман Кадерли Симон Вюшт |
| | Голы:            |         |                  | Судьи: Стефан Фонселиус Маркус Виннерборг Линейные судьи: Роман Кадерли Симон Вюшт |
| Класен (Висневски, Мортенссон — 16:59 Бюрглер (Веске) (бол.) — 31:23 Кьеса (Волкер, Лапьер) — 35:01 Бертаджа (Гофманн) (мен.) — 45:54 | 1:0 2:0 3:0 4:0  |         |                  | Судьи: Стефан Фонселиус Маркус Виннерборг Линейные судьи: Роман Кадерли Симон Вюшт |
| |                  |         |                  | Судьи: Стефан Фонселиус Маркус Виннерборг Линейные судьи: Роман Кадерли Симон Вюшт |
| |                  |         |                  | Судьи: Стефан Фонселиус Маркус Виннерборг Линейные судьи: Роман Кадерли Симон Вюшт |
| |                  |         |                  | Судьи: Стефан Фонселиус Маркус Виннерборг Линейные судьи: Роман Кадерли Симон Вюшт |
| 26 мин | Штраф            | 24 мин  |                  | Судьи: Стефан Фонселиус Маркус Виннерборг Линейные судьи: Роман Кадерли Симон Вюшт |
| |                  |         |                  |                                                                                    |
| | 33               | Броски  | 35               |                                                                                    |

### Финал
| 31 декабря 2016 12:00 | Сборная Канады | 5 : 2 (1:1, 3:0, 1:1) | Лугано | Вайллант Арена, Давос Зрителей: 6300 |

| Отчёт | Отчёт                       | Отчёт                                                                                     | Отчёт                                                     | Отчёт                                                                                 |
| --- | --------------------------- | ----------------------------------------------------------------------------------------- | --------------------------------------------------------- | ------------------------------------------------------------------------------------- |
| |                             |                                                                                           |                                                           |                                                                                       |
| | Закари Фукале (00:00-60:00) | Вратари                                                                                   | Элвис Мерзликин (00:00-40:00) Стефан Меллер (40:00-58:13) | Судьи: , Маркус Виннерборг , Марк Виганд Линейные судьи: , Роман Кадерли , Симон Вюст |
| | Голы:                       |                                                                                           |                                                           | Судьи: , Маркус Виннерборг , Марк Виганд Линейные судьи: , Роман Кадерли , Симон Вюст |
| Чей Геноуэй (2) (Н.Спалинг) — 06:03 Марк Пульо (2) (Дж. Микфлир, К. Дидоменико) — 20:59 Кори Эммертон (2) (Н. Спалинг, Б. Парлетт) (мен.) — 22:59 Эндрю Эббетт (2) (М. Рэймонд) — 37:17 Ник Спалинг (Э. Эббетт) (п.в.) — 58:53 | 0:1 :1 2:1 3:1 4:1 4:2 5:2  | 00:31 — Дарио Бюрглер (2) (П. Закриссон) 59:43 — Дарио Бюрглер (3) (Дж. Висневски) (бол.) |                                                           | Судьи: , Маркус Виннерборг , Марк Виганд Линейные судьи: , Роман Кадерли , Симон Вюст |
| |                             |                                                                                           |                                                           | Судьи: , Маркус Виннерборг , Марк Виганд Линейные судьи: , Роман Кадерли , Симон Вюст |
| |                             |                                                                                           |                                                           | Судьи: , Маркус Виннерборг , Марк Виганд Линейные судьи: , Роман Кадерли , Симон Вюст |
| |                             |                                                                                           |                                                           | Судьи: , Маркус Виннерборг , Марк Виганд Линейные судьи: , Роман Кадерли , Симон Вюст |
| 24 мин | Штраф                       | 12 мин                                                                                    |                                                           | Судьи: , Маркус Виннерборг , Марк Виганд Линейные судьи: , Роман Кадерли , Симон Вюст |
| |                             |                                                                                           |                                                           |                                                                                       |
| | 47                          | Броски                                                                                    | 42                                                        |                                                                                       |

## Символическая сборная Кубка Шпенглера 2016
- Вратарь: Элбис Мерзликин (Лугано)
- Защитники : Максим Норо (Сборная Канады), Джеймс Висневски (Лугано)
- Нападающие : Евгений Ковыршин (Динамо Минск), Эндрю Эббетт (Сборная Канады), Дрю Шор (Давос)